# Arsenal de Spandau

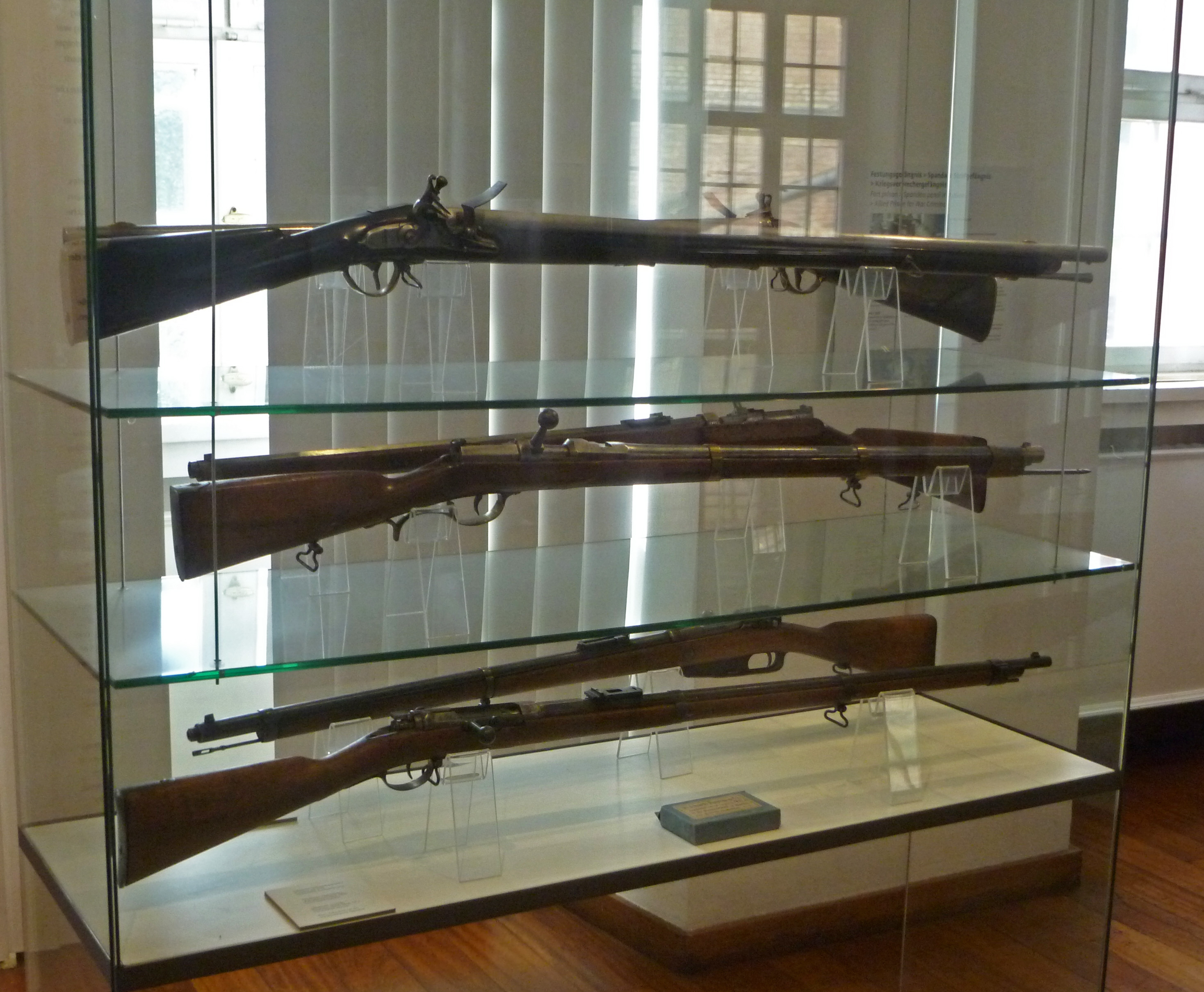
Armas fabricadas en el Arsenal Spandau y expuestas en la Ciudadela de Spandau.

El Arsenal de Spandau fue el centro de desarrollo de armas ligeras para los Ejércitos de la Alemania Imperial desde la Revolución Industrial hasta 1919. Fue en el Arsenal Spandau que fueron proyectadas y probadas armas de infantería.

## Historia
La "Königliche Preußische Gewehrfabrique" ("Real Fábrica de Fusiles de Prusia") fue fundada en Potsdam, en las márgenes del río Havel en 1722 por Federico Guillermo I de Prusia. La instalación fue alquilada a fabricantes privados hasta que la instalación fue llevada, río arriba, hasta la confluencia con el río Spree, en la parte más occidental del barrio de Spandau, vecino la capital berlinesa, alrededor de 1850. Las primeras armas del arsenal fueron hechas en la Ciudadela de Spandau, pero posteriormente el arsenal se llevó a una fortaleza renacentista. El Arsenal de Spandau fue el centro de producción de armas ligeras del Ejército durante la Segunda Revolución Industrial hasta que fue desmilitarizado por el Tratado de Versalles en 1919. Tras su desmilitarización, la maquinaria del arsenal fue usada para la fabricación de bienes civiles por el conglomerado estatal Deutsche Werke. En la década de 1930, el arsenal fue un laboratorio para el desarrollo de insecticidas organofosforados. La ciudadela se convirtió en museo tras la Segunda Guerra Mundial.

## Armas de fuego producidas
- Mosquete Potzdam
- Fusil Dreyse
- Mauser Model 1871 (fusil)
- Gewehr 1888 (fusil)
- Gewehr 1898 (fusil)
- Pistola Luger P08
- Metralhadora MG 08